# Garypus nicobarensis
Espèce
Garypus nicobarensis est une espèce de pseudoscorpions de la famille des Garypidae.

## Distribution
Cette espèce est endémique des îles Nicobar en Inde.

## Habitat
Cette espèce se rencontre sur le littoral.

## Description
La femelle décrite par Harvey, Hillyer, Carvajal et Huey en 2020 mesure 3,83 mm.

## Étymologie
Son nom d'espèce, composé de nicobar et du suffixe latin -ensis, « qui vit dans, qui habite », lui a été donné en référence au lieu de sa découverte, les îles Nicobar.

## Publication originale
- Beier, 1930 : Die Pseudoskorpione des Wiener Naturhistorischen Museums. III. Annalen des Naturhistorischen Museums in Wien, vol. 44, p. 199-222.